# Ya Ya (あの時代を忘れない)
「Ya Ya (あの時代を忘れない)」（ヤヤ あのときをわすれない）は、サザンオールスターズの楽曲。自身の16作目のシングルとして、Invitationから7インチレコードで1982年10月5日に発売された。
1988年6月25日と1998年2月11日に8cmCDとして、2005年6月25日には12cmCDで再発売されている。2014年12月17日からはダウンロード配信、2019年12月20日からはストリーミング配信が開始されている。

## 背景
前作「匂艶 THE NIGHT CLUB」から約4か月となる作品。9月から始まったツアー『青年サザンのふらちな社会学 ツアー THE NUDE MAN』の開催期間中にリリースされた。

## プロモーション
本作のCMでは「俺たちは最低である。すなわち、Ya Ya」というナレーションが入っている。このCMは2004年発売のDVD『ベストヒットUSAS (Ultra Southern All Stars)』に収録されている。

## 収録曲
- 収録時間：8:24

1. Ya Ya (あの時代を忘れない) (3:54)
（作詞・作曲：桑田佳祐 / 編曲：サザンオールスターズ / 弦管編曲：新田一郎）
マツダ『MPV』CMソング[注釈 1]。
バラード調の楽曲[6]。
歌詞にある「better days」とは桑田らが青山学院大学で所属していた軽音楽サークルの名前で[7]、大学構内の様子も描写されている。
1995年に音楽之友社が発行する高等学校の音楽教科書に掲載された[8]。
出川哲朗は2023年9月5日に放送された『バナナサンド』（TBS）のコーナー「ハモリ我慢ゲーム」で本楽曲を選曲し、コーラス隊のハモリにつられることなく歌い切っている[9]。
2. シャッポ (4:29)
（作詞・作曲・編曲：サザンオールスターズ）
コンテンポラリー・ソウル感覚の楽曲[6]。

## 参加ミュージシャン
- 桑田佳祐:Vocal(#1,2)
- 大森隆志:Guitar, Chorus(#1,2)
- 原由子:Keyboards, Chorus(#1,2)
- 関口和之:Bass, Chorus(#1,2)
- 松田弘:Drums, Chorus(#1,2)
- 野沢秀行:Percussion, Chorus(#1,2)

ゲストミュージシャン
- 国本佳宏:Synthesizer(#2)

## 収録アルバム
| 曲名                       | 作品名                                    | 備考                                       |
| -------------------------- | ----------------------------------------- | ------------------------------------------ |
| Ya Ya (あの時代を忘れない) | バラッド '77〜'82                         |                                            |
| Ya Ya (あの時代を忘れない) | 原由子 with サザンオールスターズ          | カセットテープでの販売のため、現在は廃盤。 |
| Ya Ya (あの時代を忘れない) | すいか SOUTHERN ALL STARS SPECIAL 61SONGS | 数量限定商品のため、現在は廃盤。           |
| Ya Ya (あの時代を忘れない) | HAPPY!                                    | 数量限定商品のため、現在は廃盤。           |
| シャッポ                   | 原由子 with サザンオールスターズ          | カセットテープでの販売のため、現在は廃盤。 |
| シャッポ                   | すいか SOUTHERN ALL STARS SPECIAL 61SONGS | 数量限定商品のため、現在は廃盤。           |

## ミュージック・ビデオ収録作品
| 曲名                       | 作品名 |
| -------------------------- | ------ |
| Ya Ya (あの時代を忘れない) | 未収録 |
| シャッポ                   | 未収録 |

## ライブ映像作品
| 曲名                       | 作品名                                                                                                  |
| -------------------------- | --- |
| Ya Ya (あの時代を忘れない) | ホタル・カリフォルニア                                                                                  |
| Ya Ya (あの時代を忘れない) | シークレットライブ'99 SAS 事件簿 in 歌舞伎町                                                            |
| Ya Ya (あの時代を忘れない) | SUMMER LIVE 2003「流石だスペシャルボックス」胸いっぱいの “LIVE in 沖縄” & 愛と情熱の “真夏ツアー完全版” |
| Ya Ya (あの時代を忘れない) | 真夏の大感謝祭 LIVE                                                                                     |
| Ya Ya (あの時代を忘れない) | SUPER SUMMER LIVE 2013 「灼熱のマンピー!! G★スポット解禁!!」 胸熱完全版                                 |
| Ya Ya (あの時代を忘れない) | 茅ヶ崎ライブ2023                                                                                        |
| シャッポ                   | 未収録                                                                                                  |

## カバー
Ya Ya (あの時代を忘れない)
- 1983年：金子晴美 - アルバム『SPECIAL MENU〜いとしのエリー』に「MEMORIES OF LOVE」の曲名で収録。
- 1985年：ジェニー・ツェン - アルバム『為你而歌』に広東語版「我願前行」として収録。
- 1991年：Bill Champlin - オムニバス『Mid-Summer Blossoms』に英語版「Memories Of Her (Ya Ya)」として収録。
- 1995年：和田アキ子 - アルバム『Alive/Song(s) for you '95』収録。
- 2004年：佐藤竹善 - アルバム『THE HITS〜CORNERSTONES 3〜』収録。
- 2008年
  - 隼人加織 - アルバム『pluma』収録。
  - Chara - アルバム『Kiss』収録。
- 2017年：沢田知可子 - アルバム『こころ唄 〜Best&Cover 30〜』収録[10]。
- 2020年：JUJU - アルバム『俺のRequest』収録[11]。